# Bayerischer Barock

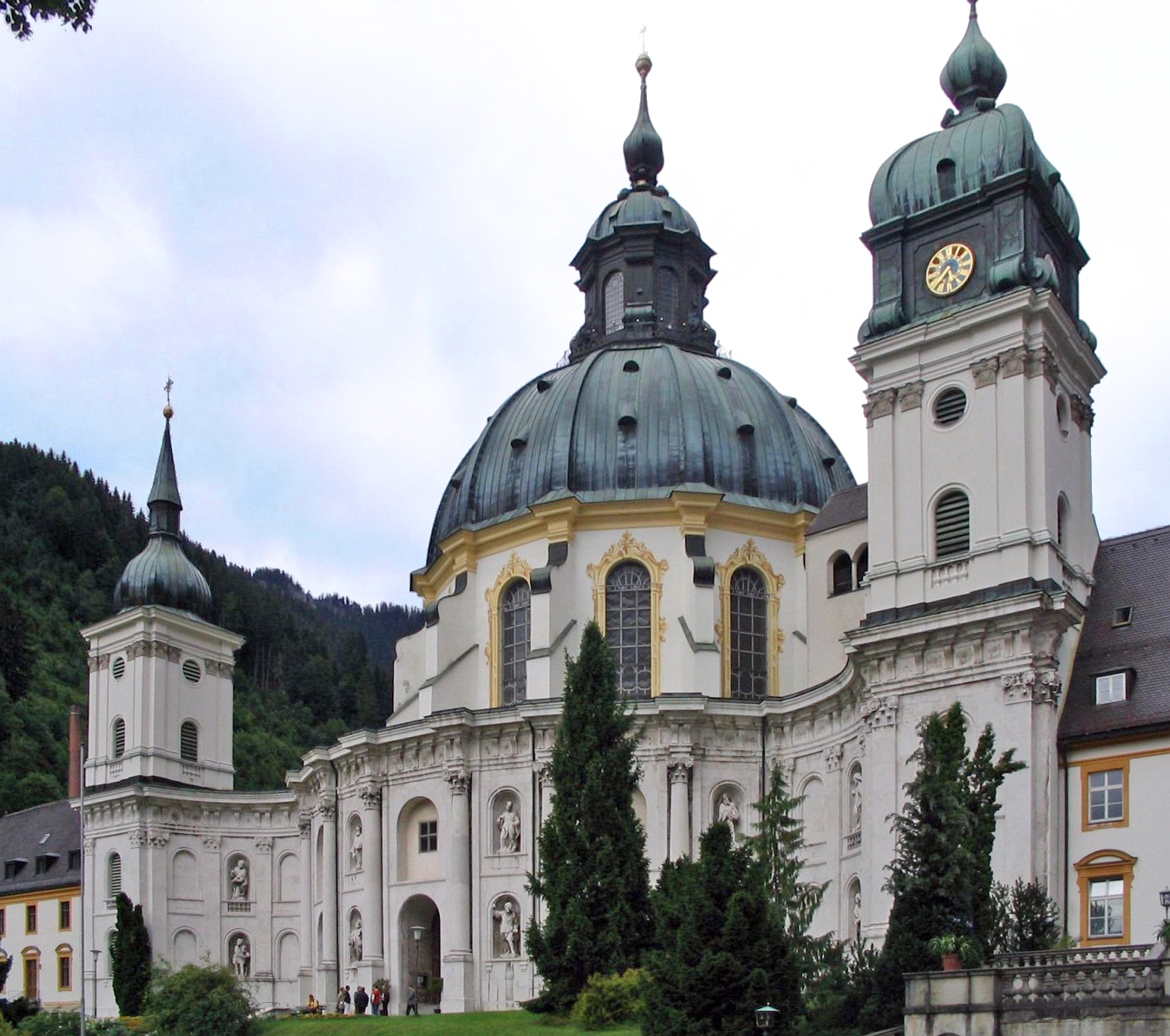
Das barocke Kloster Ettal 2004

Der Bayerische Barock ist eine in Bayern verbreitete Abwandlung des in Italien aufgekommenen Barockstils (von ital. „barocco = schiefrund, merkwürdig“). Er ist insbesondere in der sakralen Baukunst vertreten. Der Zeitraum des Barock reicht von ca. 1600 bis 1770, in ländlichen Gemeinden Bayerns wurden auch später noch Kirchen im Stil des Barock geschaffen. 

## Kirchenbau
Viele gerade oberbayrische Kirchengebäude wurden im Stil des Bayerischen Barock umgestaltet oder neu erbaut. Typische Vertreter barocken Kirchenbaus sind z. B. die Asamkirche in München, Kloster Ettal oder die Wieskirche. Die Inneneinrichtung wurde ab 1730 oft im Stil des Rokoko gestaltet.

## Nichtsakrale Bauten
Daneben gibt es aber auch zahlreiche Beispiele für nichtsakrale Architektur im Barockstil in Bayern. Schloss Nymphenburg in München gilt aufgrund seiner einzigartigen Komposition von Bauwerk und Parkanlage als eines der schönsten barocken Schlösser weltweit. Weitere Beispiele für nichtsakrale Architektur sind Schloss Schleißheim, das Cuvilliés-Theater oder die Fürstäbtliche Residenz in Kempten.

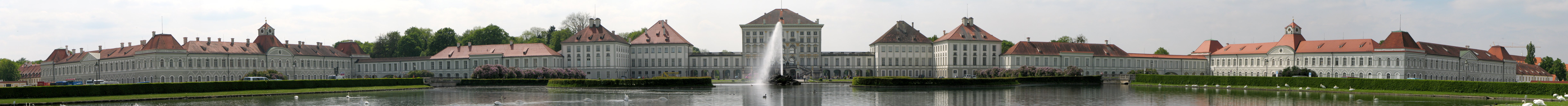
Panorama Nymphenburger Schloss

## Merkmale der barocken Baukunst

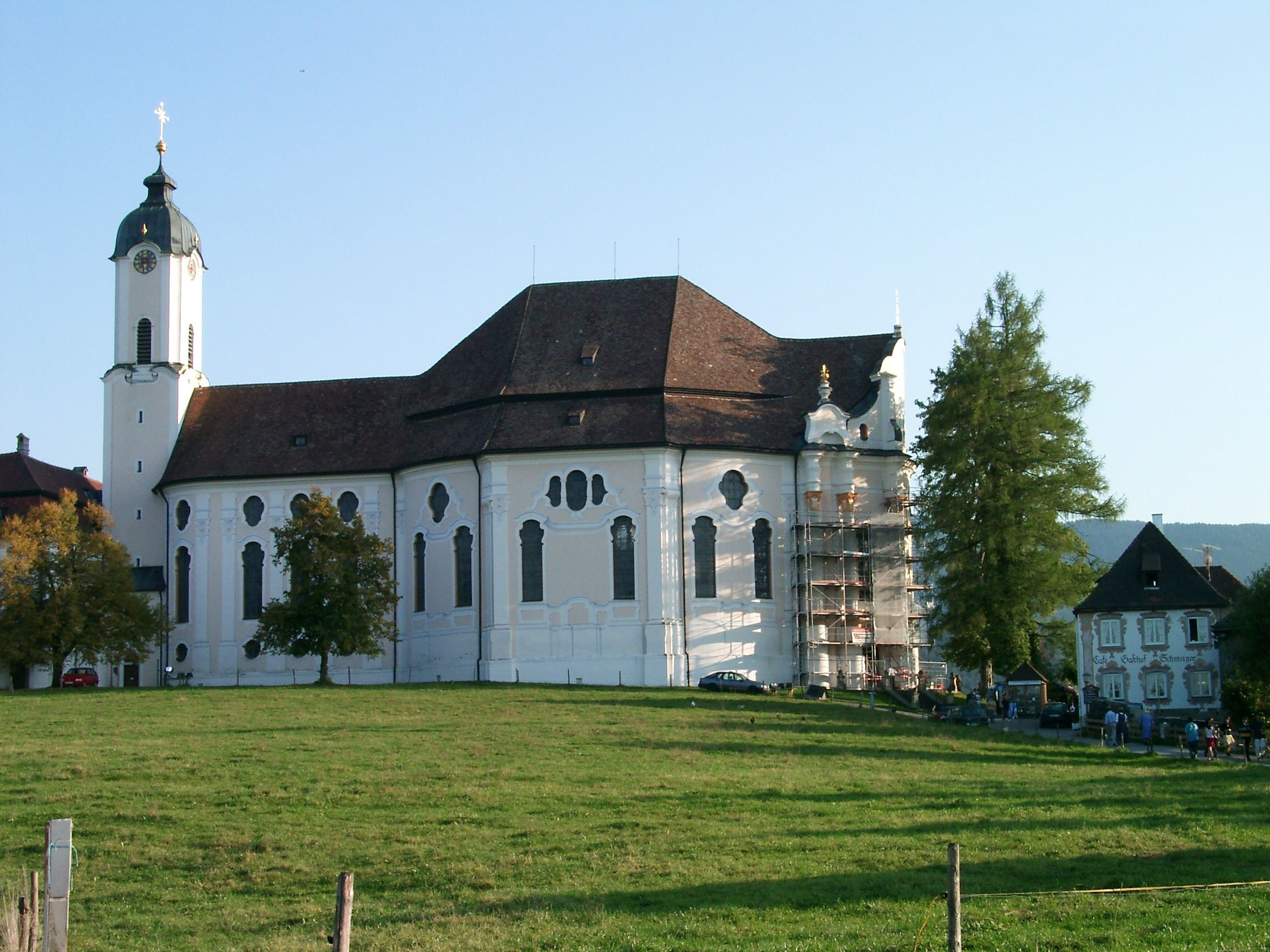
Die Wieskirche bei Steingaden

Merkmale der barocken Baukunst allgemein sind:
- Dramaturgischer Gebrauch des Lichtes entweder durch starke Hell/Dunkel-Kontraste (z. B. Klosterkirche Weltenburg) oder einheitliche Durchflutung durch zahlreiche Fenster (z. B. Klosterkirche Weingarten)
- Gebrauch von plastischen Zierelementen (Girlanden, Putten aus (oft vergoldetem) Holz, Schweifwerk, Kartuschen, Gips bzw. Stuck, Marmor oder Stuckmarmor)
- Großflächige Deckengemälde
- Die Außenfassade ist häufig durch eine dramatische Steigerung zur Mitte charakterisiert.
- Das Innere ist oft nur Schale für die dekorative Ausschmückung durch Malerei und Plastik (vor allem im Spätbarock).
- Gebrauch von illusionistischen Effekten wie Scheinarchitektur oder Verschmelzung von Malerei und Architektur

Bedeutenden Einfluss im Bayerischen Barock hatte die Wessobrunner Schule mit ihren sehr plastischen Stuckarbeiten. Ganz besonders typisch für den Bayerischen Barock ist jedoch bei sakralen Bauten der Bau von Zwiebeltürmen. 

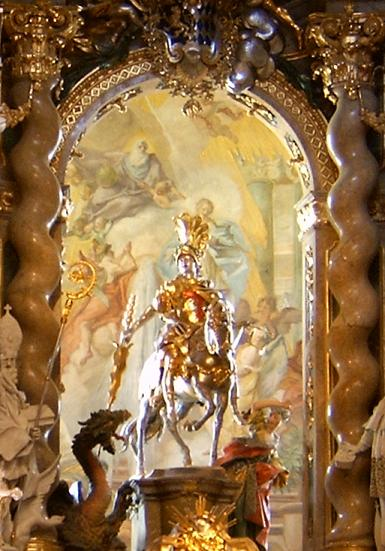
Altarbild der Weltenburger Klosterkirche

## Vertreter des Bayerischen Barock
Bekannte Vertreter des Bayerischen Barock sind u. a. 
- Johann Schmuzer
- Johann Michael Fischer
- Johann Baptist Straub
- Ignaz Günther
- Enrico Zuccalli
- Giovanni Antonio Viscardi
- François de Cuvilliés d. Ä. und d. J.
- Cosmas Damian und Egid Quirin Asam
- Johann Baptist und Dominikus Zimmermann
- Johann Baptist Gunetzrhainer
- Joseph Effner